# Duncan Jones
Duncan Jones (Beckenham, 30 de maio de 1971) é um cineasta inglês, notório por sua premiada obra Moon (br: Lunar), e por ser filho do astro do rock David Bowie.

## Filmografia
| Ano  | Título      | Notas                  |
| ---- | ----------- | ---------------------- |
| 2009 | Moon        |                        |
| 2011 | Source Code |                        |
| 2016 | Warcraft    |                        |
| 2018 | Mute        | Filme Original Netflix |